# Сунал, Кемаль
Кемаль Сунал (в народе Шабан (тур. Şaban); 11 ноября 1944, Стамбул — 3 июля 2000) — турецкий актёр.

## Биография

### Ранние годы
Родился в 1944 году в Малатье. Был старшим ребёнком в семье. Мать Сунала была домохозяйкой, отец работал в супермаркете «Мигрос» рабочим. Внешне Кемаль Сунал был похож на отца. Детство прошло в местечке под названием Кючюкпазар. В детстве Кемаль Сунал был очень застенчивым ребёнком и мало общался с друзьями. 
После окончания средней школы перевёлся в лицей Вефа. В лицее все знали будущего актёра как настоящего весельчака. От былой застенчивости не осталось и следа. Так как он хотел стать театральным актёром, Сунал начинает участвовать в школьных театральных постановках. Любовь к театру у мальчика заметил преподаватель философии Белкис Бакыр. Белкис Бакыр даже пообещал Кемалю, что познакомит его с нужными людьми, чтобы мальчик стал профессиональным актёром. Отец Кемаля, Мустафа Сунал, был против желания сына стать актёром. В конце концов, получив разрешения у отца, Белкис Бакыр отводит Кемаля в театр «Кентер». Именно здесь началась творческая деятельность Кемаль Сунала. Первую эпизодическую роль он сыграл в пьесе «Дели Ибрагим» (Сумасшедший Ибрагим). Несмотря на то, что роль в этом спектакле была без слов, зрители всё равно смеялись над игрой актёра. Проработав немного в театре «Кентер», актёр уходит в театр Пендик. Там он знакомится со своим хорошим другом Бюлентом Каябашем, с которым будет дружить на протяжении долгих лет. В те времена они оба были очень бедны. Иногда даже они были вынуждены воровать помидоры с рынка. Но театр Пендик не имел зрительского успеха, и его пришлось закрыть. Тогда Кемаль с несколькими актёрами переходит в «Девекушу Кабаре». Настоящая карьера актёра началась с роли в пьесе «Зораки Такип».

### Актёрская карьера
В 1973 году режиссёр Эртем Эгилмез приглашает Кемаля сниматься в его картине «Tatlı Dillim» («Мой сладкий собеседник»). Актёрский талант Кемаля не остаётся незамеченным, и его постоянно приглашают играть в новых кинолентах. Ему предлагают роли в ансамбле с заслуженными актёрами старой школы, такими как: Халит Акчатепе, Шенер Шен и Мюнир Озкул.
Однако наверное, одной из самых выдающихся его ролей, становится роль бесхитростного и наивного Инека Шабана, ученика частного лицея в фильме «Возмутительный класс». История возмутительного класса снимается в четырёх сериях по одноимённому роману Рыфата Ылгаза. Под прозвищем Инек Шабан (в дальнейшем просто Шабан) Кемаль становится всенародно любимым актёром-комиком в Турции. Простодушного Инека Шабана постоянно дразнят и осмеивают его друзья-одноклассники, однако именно он является неистощимым источником невообразимых идей, как выкопать туннель, чтобы убежать из школы (который впоследствии приводит в кабинет замдиректора школы), или как организовать перекур на чердаке школы. Характер Кемаля был настолько чист и жив в памяти турецкого народа, что игра другого актёра в фильме «Возмутительный класс», поставленном в недавнее время на новый манер, была обречена на провал. Возможно, в знак уважения к Кемалю Суналу.
Его другие роли, такие как — Шабан, немой моряк в фильме «Молочные братья», глупый мусорщик в «Короле мусорщиков», дворник, притворившийся доктором по возвращении в родную деревню в комедии «Мой любимый доктор», и, наконец, наивный человек, пытающийся стать спортсменом, чтобы произвести впечатление на его любимую, в фильме «Шабан из среднего класса».
Не говоря уже о безудержном веселье, рождённом его игрой, одной из важнейших причин его популярности стало раскрытие в его фильмах проблем неимущего народа Турции в 70-х и 80-х годах. Практически во всех своих фильмах, Кемаль играет бедного человека. Он находит пути, как помочь бездомным беднякам построить жилище, как избавить их деревни от хулиганов, как проучить хитрых богачей, воров и разбойников. Кроме того, его фильмы ярко раскрывают быт и культуру простого турецкого народа, его сложный и в то же время простой характер. В фильмах Кемаля можно взглянуть с тонким юмором на этот энергичный, темпераментный, также как и сердечный, дружелюбный и радушный народ.
Последний фильм, в котором снялся Кемаль, называется «Пропаганда» («Propaganda»), поставленный знаменитым режиссёром Синаном Четином. Кемаль сыграл в нём роль таможенного работника на границе с Сирией. Будучи драмой, этот фильм стал противоположностью всех предыдущих картин. По мере раскрытия сюжета, герой фильма впадает в сомнения, пытаясь решить дилемму между своим служебным и дружеским долгом. Примечательно, что в этом фильме роль младшего таможенного проверяющего сыграл его сын Али Сунал.

### Личная жизнь
Кемаль Сунал вел очень скромную и порядочную жизнь. Его личная и семейная жизнь была под замком от жёлтой прессы. Он редко появлялся на публике. Люди, которые знали его, всегда отзывались о нём, как об очень серьёзном и глубокомысленном человеке.
В то время, когда Кемаль взошёл на пик своей карьеры, он решил окончить университет, который пришлось оставить в начале карьерного пути. Несмотря на свою славу, он посещал университет как обычный студент, и утверждал, что «этот путь такой, каким он хотел его видеть». Мечты Кемаля о высшем образовании были разрушены в 1980 г. в связи с призывом в армию. Его попытки заработать учёную степень, наконец, оправдались в 1995 г., когда он получил бакалавра по специальности Кино, радио и телевидение в Мармарском университете. Кемаль продолжил учиться, и в 1998 г. Мармарский университет присвоил ему степень магистра по этой же специальности. Этот инцидент шумно обсуждался прессой. Заголовки изданий и названия передач гласили «Инек Шабан получил магистерскую степень» («İnek Şaban Master Yaptı»). Его «однокашники» по возмутительному классу дали свой комментарий: «Мы ждем степени профессора» («Profesorluk Bekliyoruz»). На церемонии вручения диплома, он пошутил, что начинать жизненный путь с работы, и лишь потом получать образование лучше, чем наоборот, так как такой выбор даёт возможность получить первоначально настоящий жизненный опыт.
Кемаль женился в 1974 г. на Гюль Сунал, в браке с которой родились двое его детей, Али и Эзо Сунал.
Кемаль Сунал умер 3 июля 2000 г. в результате неожиданного сердечного приступа на борту самолёта, летевшего в г.Трабзон, как раз перед самым приземлением. Говорили, что он боялся полетов. Новость о его смерти поразила Турцию и облачила всю нацию в глубокий траур.

### Награды
- Награда за лучшую мужскую роль в турецких кинокомедиях на фестивале в г. Анталья «Золотой Апельсин» («Golden Orange») (1977) .
- Почетная награда за всю актёрскую карьеру от жюри фестиваля в г. Анталья «Золотой Апельсин» («Golden Orange») (1998) .

Кемаль Сунал все также является непревзойденным актёром-комиком Турции. Его фильмы смотрят с таким же восторгом и любовью, как и раньше, независимо от того, сколько раз их уже видели или насколько они стары. Его простодушный и безыскусственный вид все также вызывает веселую, немножко грустную, но глубоко сердечную улыбку. Без преувеличения можно сказать, что он был любим каждым, независимо от возраста, взглядов и этнического происхождения.

## Фильмография
| - Balalayka (2000) — Балалайка (несостоявшийся фильм с его участием) - Propaganda (1999) — Пропаганда - Varyemez (1991) — Жадный - Koltuk Belası (1990) — Все беды от портфеля - Boynu Bükük Küheylan (1990) — Бедная лошадка - Abuk Sabuk Bir Film (1990) — Бессмысленный фильм - Zehir Hafiye (1989) — Проницательный детектив - Talih Kuşu (1989) — Птица удачи - Gülen Adam (1989) — Смеющийся - Sevimli Hırsız (1988) — Любимый злодей - Uyanık Gazeteci (1988) — Неспящий журналист - Polizei (1988) — Полицай - İnatçı (1988) — Вредина - Öğretmen (1988) — Учитель - Düttürü Dünya (1988) — Мир Ду-Ду-Ду - Bıçkın (1988) — Мужлан - Yakışıklı (1987) — Симпотяга - Kiracı (1987) — Арендатор - Yoksul (1986) — Нищий - Tarzan Rıfkı (1986) — Тарзан Рыфкы - Japon İşi (1987) — Японская работа - Garip (1986) — Одинокий человек - Deli Deli Küpeli (1986) — Звени-звени серёжка - Davacı (1986) — Истец - Şendul Şaban (1985) — Счастливый вдовец Шабан - Şaban Papuçu Yarım (1985) — Эй, Шабан, где твой лапоть - Sosyete Şaban (1985) — Светский Шабан - Gurbetçi Şaban (1985) — Шабан в положении иностранца - Katma Değer Şaban (1985) — НДС Шабан - Keriz (1985) — Наивный человек - Atla Gel Şaban (1984) — Давай приходи, Шабан! - Ortadirek Şaban (1984) — Шабан, человек из среднего класса - Postacı (1984) — Почтальон - Şabaniye (1984) — Шабание - Tokatçı (1983) — Мошенник - Kılıbık (1983) — Подкаблучник - En Büyük Şaban (1983) — Самый большой Шабан - Çarıklı Milyoner (1983) — Миллионер из деревни - Yedi Bela Hüsnü (1982) — Сем бед Хюсню - Doktor Civanım (1982) — Мой любимый доктор - Üç Kağıtçı (1981) — Катала - Kanlı Nigar (1981) — Канлы Нигар - Davaro (1981) — Даваро - Zübük (1980) — Зюбюк | - Gol Kralı (1980)— Король голов - Gerzek Şaban (1980) — Глупый Шабан - Devlet Kuşu (1980) — Птица удачи - Korkusuz Korkak (1979) — Я не трус, но я боюсь - Umudumuz Şaban (1979) — Вся надежда на Шабана - Şark Bülbülü (1979) — Восточный соловей - Dokunmayın Şabanıma (1979) — Не трогайте моего Шабана - Bekçiler Kralı (1979) — Король сторожей - Yüz Numaralı Adam (1978) — Мужик под номером 100 - Kibar Feyzo (1978) — Вежливый Фейзо - İyi Aile Çocuğu (1978) — Ребёнок из хорошей семьи - Köşeyi Dönen Adam (1978) — Человек, который стал богатым - İnek Şaban (1978) — Инек Шабан - Avanak Apti (1978) — Глупец Апти - Şabanoğlu Şaban (1977) — Шабан — сын Шабана - Sakar Şakir (1977) — Шабан-неудачник - Hababam Sınıfı Tatilde (1977) — Возмутительный класс на каникулах - Çöpçüler Kralı (1977) — Король мусорщиков - İbo Güllüşah İle İbo (1977) — Ибо Гюллюшах и Ибо - Tosun Paşa (1976) — Тосун-паша - Süt Kardeşler (1976) — Молочные братья - Meraklı Köfteci (1976) — Любопытный продавец галушек - Kapıcılar Kralı (1976) — Король привратников - Sahte Kabadayı (1976) — Фальшивый авторитет - Hababam Sınıfı Uyanıyor (1976) — Возмутительный класс просыпается - Şaşkın Damat (1975) — Вечный жених - Hanzo (1975) — Грубиян - Hababam Sınıfı Sınıfta Kaldı (1975) — Возмутительный класс остается на второй год - Hababam Sınıfı (1975) — Возмутительный класс - Köyden İndim Şehire (1974) — Из деревни пришёл я в город - Salako (1974) — Тупица - Salak Milyoner (1974) — Тупой миллионер - Mavi Boncuk (1974) — Синий глаз - Hasret (1974) — Скука - Canım Kardeşim (1973) — Любимый брат - Oh Olsun (1973) — Так тебе и надо - Güllü Geliyor Güllü (1973) — Гюллю! Приезжает Гюллю! - Yalancı Yarim (1973) — Мой любимый лгун - Tatlı Dillim (1972) — Мой сладкий собеседник |